# Viktor Kuznyetsov
Viktor Kuznyetsov (né le 17 juillet 1986 à Zaporijia) est un athlète ukrainien spécialiste du saut en longueur et du triple saut.

## Carrière
Il se révèle durant la saison 2004 en se classant troisième de la finale du triple saut lors des Championnats du monde juniors de Grosseto avec la marque 16,58 m. En 2006, il échoue au pied du podium du concours du saut en longueur des Championnats d'Europe de Göteborg, devancé pour la médaille de bronze par son compatriote Oleksiy Lukashevych. L'année suivante, il porte son record personnel du triple saut à 16,92 m à l'occasion des Championnats d'Europe en salle de Birmingham, terminant septième de la finale.
Vainqueur des Championnats d'Ukraine en salle en début d'année 2008, Viktor Kuznyetsov se classe huitième de la finale du triple saut des Jeux olympiques de Pékin avec 16,87 m.   

## Records personnels
- Saut en longueur : 8,10 m en plein air (2012) et 8,22 m en salle (2005)
- Triple saut : 17,29 m en plein air (2010) et 17,02 m en salle (2013)

## Palmarès
| Date | Compétition                       | Lieu       | Résultat | Épreuve     | Marque  |
| ---- | --------------------------------- | ---------- | -------- | ----------- | ------- |
| 2004 | Championnats du monde juniors     | Grosseto   | 3e       | Triple saut | 16,58 m |
| 2006 | Championnats d'Europe             | Göteborg   | 4e       | Longueur    | 7,96 m  |
| 2007 | Championnats d'Europe en salle    | Birmingham | 7e       | Triple saut | 16,92 m |
| 2007 | Universiade                       | Bangkok    | 2e       | Triple saut | 16,94 m |
| 2008 | Jeux olympiques                   | Pékin      | 8e       | Triple saut | 16,87 m |
| 2010 | Championnats d'Europe             | Barcelone  | 4e       | Triple saut | 17,29 m |
| 2011 | Championnats d'Europe par équipes | Stockholm  | 3e       | Triple saut | 16,79 m |
| 2011 | Universiade                       | Shenzhen   | 2e       | Triple saut | 16,89 m |
| 2013 | Championnats d'Europe en salle    | Göteborg   | 4e       | Triple saut | 17,02 m |
| 2013 | Universiade                       | Kazan      | 1er      | Triple saut | 17,01 m |
| 2014 | Championnats d'Europe par équipes | Brunswick  | 3e       | Triple saut | 16,63 m |